# 喀斯喀特 (密歇根州)
喀斯喀特是位於美國密歇根州馬凱特縣列治文鎮區的一個非建制地區。

## 歷史
此地得名自區內的喀斯喀特採鐵公司（Cascade Iron Mining Company）。當地於1873年被發現含有豐富的鐵礦，芝加哥和西北運輸公司曾在此地設一名為「喀斯喀特交滙處」的站。

## 地理
喀斯喀特所處的海拔為高於海平面374米（即1227英呎），而該地所採用的時區為UTC-5，即北美东部時區（EST）。同時該地設有夏令時間，為UTC-5調快一小時，即UTC-4（EDT）。